# Thomas Bishop
Thomas Bishop (1991) es un deportista británico que compite en triatlón. Ganó dos medallas en el Campeonato Europeo de Triatlón, oro en 2016 y bronce en 2015.

## Palmarés internacional
| Campeonato Europeo | Campeonato Europeo | Campeonato Europeo | Campeonato Europeo |
| Año                | Lugar              | Medalla            | Prueba             |
| ------------------ | ------------------ | ------------------ | ------------------ |
| 2015               | Ginebra (Suiza)    | Medalla de bronce  | Relevo mixto       |
| 2016               | Lisboa (Portugal)  | Medalla de oro     | Relevo mixto       |